# Sam Matavesi

a Compétitions nationales et continentales officielles uniquement.

b Matchs officiels uniquement.
Dernière mise à jour le 15 juin 2025.
Sam Matavesi, né le 13 janvier 1992 à Truro en Angleterre, est un joueur fidjien de rugby à XV qui évolue au poste de talonneur.
Il est le frère cadet de Josh Matavesi, lui aussi international fidjien de rugby à XV.

## Biographie
Sam Matavesi joue dans le club anglais de Plymouth Albion en deuxième division anglaise de 2010 à 2015, puis avec le Redruth RFC en National League 2 South (4e division), et enfin aux Cornish Pirates, à nouveau en deuxième division, de 2017 à 2019. En avril 2019, il rejoint le Stade toulousain en qualité de joker médical de Julien Marchand.
Sam Matavesi honore sa première cape internationale en équipe des Fidji le 5 juin 2013 contre l'équipe du Canada.
En mai 2019, Sam Matavesi fait partie de la présélection de 50 joueurs annoncé par la Fédération fidjienne de rugby à XV pour préparer la coupe du monde au Japon puis il est sélectionné dans le groupe définitif de 31 joueurs en août 2019. Il est titularisé lors des matchs contre l'Australie, la Géorgie et le pays de Galles et remplaçant lors du deuxième match perdu contre l'Uruguay.
Après la Coupe du monde 2019, il revient dans son club des Cornish Pirates, en deuxième division anglaise, avant d'être recruté en décembre 2019 par les Northampton Saints.
En juin 2023, il est sélectionné au sein du groupe élargi fidjien retenu pour préparer la Coupe du monde 2023. Le 8 août 2023, il est nommé dans le groupe définitif de 33 joueurs sélectionnés par Simon Raiwalui pour participer à la Coupe du monde en France.
Le 9 juin 2025, le club anglais du Camborne RFC annonce officiellement la signature du joueur fidjien à compter de la saison 2025-2026.  

## Palmarès
- Stade toulousain
  - Vainqueur du Championnat de France en 2019
- Northampton Saints
  - Vainqueur du Championnat d'Angleterre en 2024